# Georg Finsler (Altphilologe)
Georg August Finsler (* 22. Februar 1852 in Berg am Irchel; † 19. Februar 1916 in Bern) war ein Schweizer Altphilologe.

## Leben
Finsler, ein Sohn des reformierten Pfarrers und späteren Zürcher Antistes Diethelm Georg Finsler, wurde nach seinem Studium in Zürich (bis 1875) und Berlin Lehrer für Latein und Altgriechisch in Zürich. 1886 wurde er Rektor des Städtischen Gymnasiums in Bern. 1906 lehnte er einen Ruf an die Universität Basel als Nachfolger von Alfred Körte ab. Finsler gründete die Literarische Gesellschaft in Bern und beschäftigte sich mit Forschungen zu den homerischen Epen. Er stand mit Ulrich von Wilamowitz-Moellendorff in Kontakt.
1907 wurde ihm ehrenhalber das Burgerrecht der Burgergemeinde Bern erteilt.

## Werke (Auswahl)
- Kritische Untersuchungen zur Geschichte der Griechischen Anthologie, Dissertation Zürich 1876
- Aus der Mappe eines Fahrenden. Bilder aus Italien und Griechenland, Frauenfeld 1884
- Die Orestie des Aeschylos, Bern 1890
- Platon und die Aristotelische Poetik, Leipzig 1900
- Die olympischen Szenen der Ilias, Bern 1906
- Homer, Leipzig 1908
- Homer in der Neuzeit von Dante bis Goethe, Leipzig 1912